# أندريه فييرا
أندريه فييرا هو لاعب كرة قدم برازيلي، ولد في 31 يناير 1974.